# Laços de Sangue (telenovela)
Laços de Sangue (literalmente: Lazos de Sangre, título en español: Lazos de Sangre) es una telenovela portuguesa de la SIC y la Red Globo original de Pedro Lopes y Aguinaldo Silva. Fue estrenada en Portugal en septiembre de 2010.

## Historia
Cuando niñas, dos hermanas son llevadas por la corriente del río. En el intento de salvar a sus hijas, el padre se tira al agua, sin embargo solo consigue rescatar a Inês, la mayor, pero muere al intentar salvar a su segunda hija, cuyo cuerpo nunca aparece. A pesar del drama familiar y de la culpa íntima que siente por haber sobrevivido, mientras su hermana está muerta, Inês es una muchacha generosa y determinada.
Cuando Inês se encuentra con João, los dos sienten inmediatamente que fueron hechos el uno para el otro. Pese a estar unidos por ese gran amor, la relación será conmovida por el regreso de Diana, la hermana que todos creían muerta, que vuelve para vengarse de Inês, por considerarla culpable por la vida de pobreza y privaciones a la que acabó destinada.
Lazos de Sangre es una historia de dramas y conflictos propios de una sociedad contemporánea, pero donde el amor continúa teniendo un papel central en la vida de las personas. Una telenovela de mujeres fuertes que, contra todas las adversidades, deciden arremangarse y luchar por los sueños en los que creen.

## Elenco
Protagonistas:
- Diana Chaves - Inês Nogueira
- Diogo Morgado - João Caldas Ribeiro
- Joana Santos - Diana Silva/Marta Nogueira

Elenco Principal:
- Custódia Gallego - Geraldina Natércia "Gi" Coutinho
- João Ricardo - Armando Coutinho
- Joana Seixas - Rita Ribeiro Fonseca
- Carlos Vieira - Ricardo Carvalhais
- Margarida Carpinteiro - Graciete Silva
- Lia Gama - Eunice Nogueira
- Pepê Rapazote - Luís Barros
- Gracinda Nave - Isabel Barros
- Ricardo Carriço - Jaime Vilar
- Alexandre de Sousa - Gastão Carvalhais
- Sofia Sá da Bandeira - Adelaide Carvalhais
- António Cordeiro - Álvaro Brito
- Emília Silvestre - Francisca Sobral
- Pompeu José - António Silva
- Carla Maciel - Gabriela Miranda
- Sílvia Filipe - Fátima Brito
- Jorge Mourato - Lourenço Miranda
- Ana Guiomar - Liliana Pimentel
- Rui Santos - Manuel Dantas
- Teresa Tavares - Catarina Marques
- Manuel Wiborg - Vicente Fonseca
- Hugo Sequeira - Bernardo Coutinho
- Dânia Neto - Marisa Pereira
- Débora Ghira - Sheila Baptista
- Pedro Diogo - César Martins
- Sisley Dias - Tiago Nogueira
- Tomás Alves - "Tremoço" (Desidério Gameiro)
- Juana Pereira da Silva - Sandra Machado
- Ângelo Rodrigues - Orlando Aires
- João Baptista - Zé Gonçalves
- José Carlos Garcia - Domingos Machado

Niños:
- Bernardo Oliveira - David Barros
- Daniela Marques - Filipa Pereira
- João Maria Maneira - Marco Brito

Actores invitados:
- Sinde Filipe - Frederico Caldas Ribeiro
- Maria Botelho Moniz - Alice Caldas Ribeiro Dantas
- José Fidalgo - Joaquim Nogueira (jovem)
- Leonor Seixas - Eunice Nogueira (jovem)
- Margarida Cardeal - Graciete Silva (jovem)
- Pedro Carraça - António Silva (jovem)

Apariciones especiales
- Virgílio Castelo - Henrique Sobral
- Susana Vieira - Lara Romero
- Sandro Pedroso - Namorado de Lara
- Max Fercondini - Doutor Ricardo
- Ricardo Pereira - Hélio
- Gonçalo Waddington - Daniel
- Miguel Raposo - Phillipe
- Rúben Gomes - Nuno Magalhães
- Sandra Barata Belo - Júlia Fernandes
- Inês Castel-Branco - Mónica
- Cândido Ferreira - Ernesto
- Manuela Cassola - Laura
- Joana Barradas - Petra
- Sara Barros Leitão - Luna
- Rui Porto Nunes - Sérgio Pedrosa
- Rui Mello - Amaral
- Paula Bobone - Professora de etiqueta de Armando Coutinho

## Coproducción
Por primera vez, SIC y la Red Globo suscriben un acuerdo de coproducción en el área de ficción. El trabajo conjunto incluye el envolvimiento de las dos empresas en todas las etapas de creación y producción de telenovelas, incluyendo guion, planeamiento y definición de elementos artísticos.
El acuerdo es válido por dos años, renovables, y prevé inicialmente la producción de dos telenovelas. La primera es la referida ‘Laços de Sangue’ y la segunda una coproducción con estreno previsto para el primer trimestre de 2011 basada en un título de TV Globo aún no definido.
Durante casi 18 años la SIC y la Red Globo construyeron una historia común. Portugal estuvo siempre presente en la ficción de la emisora brasileña y viceversa, a través de grabaciones realizadas en el país, como en el caso de Como una Ola y Os Maias, entre otras, o con las presencia de actores portugueses en producciones brasileñas o actores brasileños en telenovelas portuguesas. 
Las producciones de TV Globo siempre tuvieron destaque en la programación de la SIC, y a lo largo del trabajo conjunto de esta sociedad ya fueron exhibidas más de 80 novelas y 25 miniseries.

### Emisión
| País            | Emisora              | Título          | Observación              | Horario | Estreno                                                      |
| --------------- | -------------------- | --------------- | ------------------------ | ------- | ------------------------------------------------------------ |
| Portugal        | SIC                  | Laços de Sangue | En portugués             | 21:45   | 13 de septiembre de 2010 - 2 de octubre de 2011 (finalizada) |
| Paraguay        | SNT                  | Lazos de Sangre | En español (doblada)     |         |                                                              |
| Italia          | Rai 1                | Legàmi          | En italiano (doblada)    |         |                                                              |
| Bulgaria        | bTV Lady             | Свързани съдби  | En búlgaro (subtitulado) |         |                                                              |
| Francia         | IDF1                 | Liens de Sang   | En francés (doblada)     |         |                                                              |
| Francia         | Réseau Outre-Mer 1re | Liens de Sang   | En francés (doblada)     |         |                                                              |
| Kenia           | Citizen TV           | Blood Ties      | En inglés (doblada)      |         |                                                              |
| Costa de Marfil | RTI1                 | Liens de Sang   | En francés (doblada)     |         |                                                              |
| Chile           | La Red               | Lazos de Sangre | En español               | 22:30   | 7 de diciembre de 2020 - presente                            |